# 鄒時擎
鄒時擎（Shih-Ching Tsou）是台裔旅美的導演、製作人、演員、劇裝設計師和剪接師。

## 職業生涯
鄒時擎是一位來自台灣，目前定居於紐約市的電影人。鄒的電影職業生涯始於她與西恩·貝克共同編劇、共同導演、共同製作的處女作《外賣》。這部廣受好評的電影在2009年獲得獨立精神獎的約翰·卡薩維蒂獎提名，並在爛番茄網站上擁有驚人的100%的好評。這部電影在2022年由标准收藏進行了4K數位修復，並發行了藍光版，其影響力綿延至今。
在《外賣》的成功基礎上，鄒時擎擔任貝克的第三部作品《小明星》的監製，該片首映於西南偏南電影節，並在洛迦諾國際電影節上獲得了國際讚譽。這部影片於2013年榮獲了獨立精神獎的勞勃·阿特曼獎，進一步鞏固了鄒作為優秀電影製片人的聲譽。
鄒時擎在貝克的第四部作品《夜晚還年輕》中扮演多重角色，包括製片人、服裝設計師、美術部門、額外攝影師和演員，突顯了她在電影製作方面的多才多藝和奉獻精神，為其贏得了包括哥譚獨立電影獎的觀眾獎和獨立精神獎的多項提名。鄒時擎的製片才能還體現在《歡迎光臨奇幻城堡》中，該片在坎城影展首映，贏得了觀眾和評論家的一致讚譽。該片由A24發行，廣受好評，囊括在國家評論協會和美國電影學會等著名機構的十大電影名單上。鄒的最新製片作品是《火紅大箭男》，該片於2021年坎城影展入選競賽組，她更贏得了2021年漢密爾頓攝影獎的製作人獎。
鄒時擎的影響力超越了電影製作領域，值得一提的是，她曾入圍2009年維爾切克基金會創意承諾獎的決選名單，這是對她在電影藝術貢獻的肯定。
除了她的電影製作成就外，鄒還在各種方面積極貢獻於電影工業。從2015年到2019年，她擔任了女性電影人聯合會洛杉磯分會完成基金的評審委員，為電影界的新聲音賦予力量和支持。此外，鄒還擔任了2019年Slamdance電影節的評審委員，為發掘具有突破性電影天賦的人才做出了貢獻。鄒對培養新一代電影製作者的承諾不僅僅停留在評審團。她還擔任了夏威夷製作人沉浸式項目和創意實驗室（如何執導超低預算電影）的導師，在這裡，她將自己的知識和經驗傳授給了渴望創作者，進一步鞏固了她對電影業未來的影響力。
鄒時擎導演的新電影《左撇子女孩》：一個發生在台北夜市的家庭劇即將問世。

## 個人生活
鄒時擎在臺灣臺北市出生，畢業於輔仁大學宗教學系。後來，她在美國紐約市的新學院取得媒體研究碩士學位。

## 作品列表

### 電影
| 年份 | 標題                 | 角色       | 職位                           |
| ---- | -------------------- | ---------- | ------------------------------ |
| 2004 | 《外賣》             |            | 導演、監製、編劇、剪輯         |
| 2012 | 《小明星》           |            | 監製、服裝設計                 |
| 2015 | 《夜晚還年輕》       | Mamasan    | 監製、服裝設計、攝影、客串演出 |
| 2016 | 《Snowbird》         |            | 監製                           |
| 2017 | 《歡迎光臨奇幻城堡》 | 香水批發商 | 監製、客串演出                 |
| 2021 | 《火紅大箭男》       | Ms. Phan   | 監製、客串演出                 |
| 2025 | 《左撇子女孩》       |            | 導演、編劇、監製、剪輯         |

## 外部連結
- 鄒時擎在互联网电影资料库（IMDb）上的資料（英文）